# Geneviève de Loqueffret
Sainte Geneviève de Loqueffret est une sainte bretonne du Xe siècle. On la fête le 3 janvier  comme son homonyme.
Elle est la sœur de Saint Edern. Elle a fondé le monastère de Loqueffret près de Lannedern dans le Finistère.